# Venus (pel·lícula)
 Venus és una pel·lícula britànica dirigida per Roger Michell, estrenada el 2006.

## Argument
Maurice (Peter O'Toole), Ian (Leslie Phillips) i Donald (Richard Griffiths) són tres jubilats de ja avançada edat que es reuneixen tots els dies en el seu bar preferit per prendre una copa, parlar dels seus records, compadir-se de la situació mundial i intentar donar una mica de sentit a la seva vida abans de morir. L'edat ha passat factura en les seves ja febles cossos, no obstant això segueixen estant molt àgils mentalment.
Ian, un home amb incomptables manies, està massa ansiós per l'arribada de la filla adolescent de la seva neboda, que ve a prestar-li les cures pròpies de la seva edat. Quan aquesta arriba, s'adona que l'atrevida Jessie (Jodie Whittaker) és just el contrari del que esperava d'ella, a més és una amant del menjar escombraries.

## Repartiment
- Peter O'Toole: Maurice
- Leslie Phillips: Ian
- Beatrice Savoretti: Cambrera
- Philip Fox: Doctor
- Vanessa Redgrave: Valerie
- Richard Griffiths: Donald
- Jodie Whittaker: Jessie
- Ashley Madekwe: Una actriu del tribunal reial

## Rebuda crítica i comercial
Segons la pàgina d'Internet Rotten Tomatoes va obtenir un 89% de comentaris positius, arribant a la següent conclusió: "El públic acudirà al cinema i es fixarà de la interpretació digna d'Oscar que realitza Peter O'Toole, però també gaudirà d'aquesta reflexió sobre afrontar la maduresa amb dignitat i irreverència."
Segons la pàgina d'Internet Metacritic va obtenir crítiques positives, amb un 82%, basat en 32 comentaris dels quals els 32 són positius.
Va recaptar 3 milions de dòlars als Estats Units. Sumant les recaptacions internacionals la xifra ascendeix a 7 milions. El seu pressupost va ser de 3 milions.

## Premis i nominacions

### Premis
- 2006. Premis British Independent Film: millor actor en un paper secundari per Leslie Phillips
- 2007. Humanitas Prize: millor film (Hanif Kureishi)

### Nominacions
- 2007. Oscar al millor actor per Peter O'Toole
- 2007. Globus d'Or al millor actor dramàtic per O'Toole
- 2007. BAFTA al millor actor per Peter O'Toole
- 2007. BAFTA al millor actor secundari per Leslie Phillips